# چرور
چرور یکی از روستاهای استان آذربایجان شرقی است که در دهستان کندوان بخش کندوان شهرستان میانه واقع شده‌است.دارای باغ های سیب،زیادی می باشد